# 第74回ニューヨーク映画批評家協会賞
74th NYFCC Awards

2008年12月10日
作品賞: 

ミルク
第74回ニューヨーク映画批評家協会賞は、2008年の優秀な映画に贈られた賞である。2008年12月10日に発表された。

## 受賞
- 主演男優賞:
  - ショーン・ペン - 『ミルク』（ハーヴィー・ミルク役）

- 主演女優賞:
  - サリー・ホーキンス - 『ハッピー・ゴー・ラッキー』（ポピー役）

- アニメ映画賞:
  - 『ウォーリー』

- 撮影賞: 
  - アンソニー・ドッド・マントル - 『スラムドッグ$ミリオネア』

- 監督賞:
  - マイク・リー - 『ハッピー・ゴー・ラッキー』

- ドキュメンタリー映画賞:
  - 『マン・オン・ワイヤー』

- 作品賞:
  - 『ミルク』

- 第一回作品賞:
  - コートニー・ハント - 『フローズン・リバー』

- 外国語映画賞:
  - 『4ヶ月、3週と2日』（ ルーマニア）

- 脚本賞:
  - ジェニー・ルメット - 『レイチェルの結婚』

- 助演男優賞:
  - ジョシュ・ブローリン - 『ミルク』（ダン・ホワイト（英語版）役）

- 助演女優賞:
  - ペネロペ・クルス - 『それでも恋するバルセロナ』（マリア・エレーナ役）